# Dafydd Hywel
Dafydd Hywel (4. prosince 1946 – 23. března 2023) byl velšský herec. Pochází z jihovelšského Garnantu. Vystupoval například v seriálech Pobol y Cwm a Y Pris či ve filmu Yr Alcoholig Llon. V roce 2013 byla publikována jeho autobiografická kniha nazvaná Hunangofiant Alff Garnant. Kniha byla napsána ve velšském jazyce a vydalo ji nakladatelství Gomer.